# Vuelta a España 2011
La Vuelta a España 2011, sessantaseiesima edizione della corsa e valida come ventunesima prova dell'UCI World Tour 2011, si svolse in ventuno tappe dal 20 agosto all'11 settembre 2011 su un percorso di 3 300 km, con partenza da Benidorm e arrivo a Madrid. Inizialmente vinta dallo spagnolo Juan José Cobo, al suo primo successo in carriera in un grande Giro, la corsa è stata assegnata nel luglio 2019 a Chris Froome, in seguito alla squalifica per doping dello stesso Cobo.

## Percorso
La Vuelta a España 2011 constava di 21 tappe per complessivamente 3300 km. Nel percorso vi erano sei tappe in pianura, nove in montagna, quattro tappe collinari e due tappe a cronometro, di cui una a squadre di 13,5 km a Benidorm e una individuale di 47 km a Salamanca. Tra la decima e l'undicesima tappa e fra la quindicesima e la sedicesima tappa vi sono state due giornate di riposo. Dopo 33 anni, la corsa spagnola è tornata con due tappe nei Paesi Baschi, nelle città di Bilbao e Vitoria-Gasteiz.

## Tappe
| Tappa  | Data         | Percorso                                          | km    | Vincitore di tappa        | Leader cl. generale         |
| ------ | ------------ | ------------------------------------------------- | ----- | ------------------------- | --------------------------- |
| 1ª     | 20 agosto    | Benidorm > Benidorm (cron. a squadre)             | 13,5  | Team Leopard-Trek         | Jakob Fuglsang              |
| 2ª     | 21 agosto    | La Nucia > Orihuela                               | 175,5 | Chris Sutton              | Daniele Bennati             |
| 3ª     | 22 agosto    | Petrer > Totana                                   | 163   | Pablo Lastras             | Pablo Lastras               |
| 4ª     | 23 agosto    | Baza > Sierra Nevada                              | 170,2 | Daniel Moreno             | Sylvain Chavanel            |
| 5ª     | 24 agosto    | Sierra Nevada > Valdepeñas de Jaén                | 187   | Joaquim Rodríguez         | Sylvain Chavanel            |
| 6ª     | 25 agosto    | Úbeda > Cordova                                   | 196,8 | Peter Sagan               | Sylvain Chavanel            |
| 7ª     | 26 agosto    | Almadén > Talavera de la Reina                    | 187,6 | Marcel Kittel             | Sylvain Chavanel            |
| 8ª     | 27 agosto    | Talavera de la Reina > San Lorenzo de El Escorial | 177,3 | Joaquim Rodríguez         | Joaquim Rodríguez           |
| 9ª     | 28 agosto    | Villacastín > La Covatilla                        | 183   | Daniel Martin             | Bauke Mollema               |
| 10ª    | 29 agosto    | Salamanca > Salamanca (cron. individuale)         | 47    | Tony Martin               | Chris Froome                |
|        | 30 agosto    | giorno di riposo                                  |       |                           |                             |
| 11ª    | 31 agosto    | Verín > Manzaneda                                 | 167   | David Moncoutié           | Bradley Wiggins             |
| 12ª    | 1º settembre | Ponteareas > Pontevedra                           | 167,3 | Peter Sagan               | Bradley Wiggins             |
| 13ª    | 2 settembre  | Sarria > Ponferrada                               | 158,2 | Michael Albasini          | Bradley Wiggins             |
| 14ª    | 3 settembre  | Astorga > Somiedo                                 | 172,8 | Rein Taaramäe             | Bradley Wiggins             |
| 15ª    | 4 settembre  | Avilés > Alto de l'Angliru                        | 142,2 | Juan José Cobo Wout Poels | Juan José Cobo Chris Froome |
|        | 5 settembre  | giorno di riposo                                  |       |                           |                             |
| 16ª    | 6 settembre  | Villa romana di La Olmeda > Haro                  | 188,1 | Juan José Haedo           | Juan José Cobo Chris Froome |
| 17ª    | 7 settembre  | Faustino V > Peña Cabarga                         | 211   | Chris Froome              | Juan José Cobo Chris Froome |
| 18ª    | 8 settembre  | Solares > Noja                                    | 174,6 | Francesco Gavazzi         | Juan José Cobo Chris Froome |
| 19ª    | 9 settembre  | Noja > Bilbao                                     | 158,5 | Igor Antón                | Juan José Cobo Chris Froome |
| 20ª    | 10 settembre | Bilbao > Vitoria-Gasteiz                          | 185   | Daniele Bennati           | Juan José Cobo Chris Froome |
| 21ª    | 11 settembre | Circuito permanente del Jarama > Madrid           | 94,2  | Peter Sagan               | Juan José Cobo Chris Froome |
| Totale | Totale       | Totale                                            | 3 300 |                           |                             |

## Squadre e corridori partecipanti
Alla Vuelta a España 2011 furono invitate 22 squadre, le diciotto iscritte all'UCI ProTour più quattro formazioni con licenza Professional Continental, le spagnole Andalucía-Caja Granada e Geox-TMC, la francese Cofidis, le Crédit en Ligne e l'olandese Skil-Shimano.
| N.      | Cod. | Squadra                     |
| ------- | ---- | --------------------------- |
| 1-9     | LIQ  | Liquigas-Cannondale         |
| 11-19   | ALM  | AG2R La Mondiale            |
| 21-29   | ACG  | Andalucía-Caja Granada      |
| 31-39   | BMC  | BMC Racing Team             |
| 41-49   | COF  | Cofidis, le Crédit en Ligne |
| 51-59   | EUS  | Euskaltel-Euskadi           |
| 61-69   | GEO  | Geox-TMC                    |
| 71-79   | HTC  | HTC-Highroad                |
| 81-89   | KAT  | Katusha Team                |
| 91-99   | LAM  | Lampre-ISD                  |
| 101-109 | LEO  | Team Leopard-Trek           |

| N.      | Cod. | Squadra                |
| ------- | ---- | ---------------------- |
| 111-119 | MOV  | Movistar Team          |
| 121-129 | OLO  | Omega Pharma-Lotto     |
| 131-139 | AST  | Pro Team Astana        |
| 141-149 | QST  | Quickstep Cycling Team |
| 151-159 | RAB  | Rabobank Cycling Team  |
| 161-169 | SBS  | Saxo Bank-Sungard      |
| 171-179 | SKS  | Skil-Shimano           |
| 181-189 | SKY  | Sky Procycling         |
| 191-199 | GRM  | Team Garmin-Cervélo    |
| 201-209 | RSH  | Team RadioShack        |
| 211-219 | VCD  | Vacansoleil-DCM        |

## Dettaglio finali

### 1ª tappa
- 20 agosto: Benidorm > Benidorm – Cronometro a squadre – 13,5 km

Risultati
| Pos. | Squadra             | Tempo  |
| ---- | ------------------- | ------ |
| 1    | Team Leopard-Trek   | 16'30" |
| 2    | Liquigas-Cannondale | a 4"   |
| 3    | Movistar Team       | a 9"   |

| Pos. | Corridore         | Squadra      | Tempo  |
| ---- | ----------------- | ------------ | ------ |
| 1    | Jakob Fuglsang    | Leopard-Trek | 16'30" |
| 2    | Fabian Cancellara | Leopard-Trek | s.t.   |
| 3    | Maxime Monfort    | Leopard-Trek | s.t.   |

### 2ª tappa
- 21 agosto: La Nucia > Orihuela – 175,5 km

Risultati
| Pos. | Corridore      | Squadra      | Tempo    |
| ---- | -------------- | ------------ | -------- |
| 1    | Chris Sutton   | Sky          | 4h11'41" |
| 2    | Vicente Reynés | Omega Pharma | s.t.     |
| 3    | Marcel Kittel  | Skil-Shimano | s.t.     |

| Pos. | Corridore       | Squadra      | Tempo    |
| ---- | --------------- | ------------ | -------- |
| 1    | Daniele Bennati | Leopard-Trek | 4h28'11" |
| 2    | Jakob Fuglsang  | Leopard-Trek | s.t.     |
| 3    | Peter Sagan     | Liquigas     | a 4"     |

### 3ª tappa
- 22 agosto: Petrer > Totana – 163 km

Risultati
| Pos. | Corridore        | Squadra    | Tempo    |
| ---- | ---------------- | ---------- | -------- |
| 1    | Pablo Lastras    | Movistar   | 3h58'00" |
| 2    | Sylvain Chavanel | Quickstep  | a 15"    |
| 3    | Markel Irizar    | RadioShack | s.t.     |

| Pos. | Corridore        | Squadra    | Tempo    |
| ---- | ---------------- | ---------- | -------- |
| 1    | Pablo Lastras    | Movistar   | 8h25'59" |
| 2    | Sylvain Chavanel | Quickstep  | a 20"    |
| 3    | Markel Irizar    | RadioShack | a 1'08"  |

### 4ª tappa
- 23 agosto: Baza > Sierra Nevada – 170,2 km

Risultati
| Pos. | Corridore      | Squadra   | Tempo    |
| ---- | -------------- | --------- | -------- |
| 1    | Daniel Moreno  | Katusha   | 4h51'53" |
| 2    | Chris Sørensen | Saxo Bank | a 3"     |
| 3    | Daniel Martin  | Garmin    | a 11"    |

| Pos. | Corridore        | Squadra      | Tempo     |
| ---- | ---------------- | ------------ | --------- |
| 1    | Sylvain Chavanel | Quickstep    | 13h09'19" |
| 2    | Daniel Moreno    | Katusha      | a 43"     |
| 3    | Jakob Fuglsang   | Leopard-Trek | a 49"     |

### 5ª tappa
- 24 agosto: Sierra Nevada > Valdepeñas de Jaén – 187 km

Risultati
| Pos. | Corridore         | Squadra     | Tempo    |
| ---- | ----------------- | ----------- | -------- |
| 1    | Joaquim Rodríguez | Katusha     | 4h42'54" |
| 2    | Wout Poels        | Vacansoleil | a 4"     |
| 3    | Daniel Moreno     | Katusha     | a 5"     |

| Pos. | Corridore         | Squadra   | Tempo     |
| ---- | ----------------- | --------- | --------- |
| 1    | Sylvain Chavanel  | Quickstep | 18h02'34" |
| 2    | Daniel Moreno     | Katusha   | a 9"      |
| 3    | Joaquim Rodríguez | Katusha   | a 23"     |

### 6ª tappa
- 25 agosto: Úbeda > Cordova – 196,8 km

Risultati
| Pos. | Corridore      | Squadra  | Tempo    |
| ---- | -------------- | -------- | -------- |
| 1    | Peter Sagan    | Liquigas | 4h38'22" |
| 2    | Pablo Lastras  | Movistar | s.t.     |
| 3    | Valerio Agnoli | Liquigas | s.t.     |

| Pos. | Corridore        | Squadra   | Tempo     |
| ---- | ---------------- | --------- | --------- |
| 1    | Sylvain Chavanel | Quickstep | 22h41'13" |
| 2    | Daniel Moreno    | Katusha   | a 15"     |
| 3    | Vincenzo Nibali  | Liquigas  | a 16"     |

### 7ª tappa
- 26 agosto: Almadén > Talavera de la Reina – 187,6 km

Risultati
| Pos. | Corridore     | Squadra      | Tempo    |
| ---- | ------------- | ------------ | -------- |
| 1    | Marcel Kittel | Skil-Shimano | 4h47'59" |
| 2    | Peter Sagan   | Liquigas     | s.t.     |
| 3    | Óscar Freire  | Rabobank     | s.t.     |

| Pos. | Corridore        | Squadra   | Tempo     |
| ---- | ---------------- | --------- | --------- |
| 1    | Sylvain Chavanel | Quickstep | 27h29'12" |
| 2    | Daniel Moreno    | Katusha   | a 15"     |
| 3    | Vincenzo Nibali  | Liquigas  | a 16"     |

### 8ª tappa
- 27 agosto: Talavera de la Reina > San Lorenzo de El Escorial – 177,3 km

Risultati
| Pos. | Corridore         | Squadra    | Tempo    |
| ---- | ----------------- | ---------- | -------- |
| 1    | Joaquim Rodríguez | Katusha    | 4h49'01" |
| 2    | Michele Scarponi  | Lampre-ISD | a 9"     |
| 3    | Bauke Mollema     | Rabobank   | s.t.     |

| Pos. | Corridore         | Squadra      | Tempo     |
| ---- | ----------------- | ------------ | --------- |
| 1    | Joaquim Rodríguez | Katusha      | 32h18'12" |
| 2    | Daniel Moreno     | Katusha      | a 32"     |
| 3    | Jakob Fuglsang    | Leopard-Trek | a 34"     |

### 9ª tappa
- 28 agosto: Villacastín > La Covatilla – 183 km

Risultati
| Pos. | Corridore      | Squadra  | Tempo    |
| ---- | -------------- | -------- | -------- |
| 1    | Daniel Martin  | Garmin   | 4h52'14" |
| 2    | Bauke Mollema  | Rabobank | s.t.     |
| SQ   | Juan José Cobo | Geox-TMC | a 3"     |

| Pos. | Corridore         | Squadra  | Tempo     |
| ---- | ----------------- | -------- | --------- |
| 1    | Bauke Mollema     | Rabobank | 37h11'17" |
| 2    | Joaquim Rodríguez | Katusha  | a 1"      |
| 3    | Vincenzo Nibali   | Liquigas | a 9"      |

### 10ª tappa
- 29 agosto: Salamanca > Salamanca – Cronometro individuale – 47 km

Risultati
| Pos. | Corridore       | Squadra | Tempo   |
| ---- | --------------- | ------- | ------- |
| 1    | Tony Martin     | HTC     | 55'54"  |
| 2    | Chris Froome    | Sky     | a 59"   |
| 3    | Bradley Wiggins | Sky     | a 1'22" |

| Pos. | Corridore       | Squadra      | Tempo     |
| ---- | --------------- | ------------ | --------- |
| 1    | Chris Froome    | Sky          | 38h09'13" |
| 2    | Jakob Fuglsang  | Leopard-Trek | a 12"     |
| 3    | Bradley Wiggins | Sky          | a 20"     |

### 11ª tappa
- 31 agosto: Verín > Manzaneda – 167 km

Risultati
| Pos. | Corridore         | Squadra  | Tempo    |
| ---- | ----------------- | -------- | -------- |
| 1    | David Moncoutié   | Cofidis  | 4h38'00" |
| 2    | Beñat Intxausti   | Movistar | a 1'18"  |
| 3    | Luis León Sánchez | Rabobank | s.t.     |

| Pos. | Corridore       | Squadra  | Tempo     |
| ---- | --------------- | -------- | --------- |
| 1    | Bradley Wiggins | Sky      | 42h50'41" |
| 2    | Chris Froome    | Sky      | a 7"      |
| 3    | Vincenzo Nibali | Liquigas | a 11"     |

### 12ª tappa
- 1º settembre: Ponteareas > Pontevedra – 167,3 km

Risultati
| Pos. | Corridore       | Squadra      | Tempo    |
| ---- | --------------- | ------------ | -------- |
| 1    | Peter Sagan     | Liquigas     | 4h03'01" |
| 2    | John Degenkolb  | HTC          | a 1"     |
| 3    | Daniele Bennati | Leopard-Trek | s.t.     |

| Pos. | Corridore          | Squadra | Tempo     |
| ---- | ------------------ | ------- | --------- |
| 1    | Bradley Wiggins    | Sky     | 46h53'47" |
| 2    | Chris Froome       | Sky     | a 7"      |
| 3    | Fredrik Kessiakoff | Astana  | a 9"      |

### 13ª tappa
- 2 settembre: Sarria > Ponferrada – 158,2 km

Risultati
| Pos. | Corridore        | Squadra  | Tempo    |
| ---- | ---------------- | -------- | -------- |
| 1    | Michael Albasini | HTC      | 4h19'39" |
| 2    | Eros Capecchi    | Liquigas | s.t.     |
| 3    | Daniel Moreno    | Katusha  | s.t.     |

| Pos. | Corridore       | Squadra  | Tempo     |
| ---- | --------------- | -------- | --------- |
| 1    | Bradley Wiggins | Sky      | 51h14'59" |
| 2    | Vincenzo Nibali | Liquigas | a 4"      |
| 3    | Chris Froome    | Sky      | a 7"      |

### 14ª tappa
- 3 settembre: Astorga > Somiedo – 172,8 km

Risultati
| Pos. | Corridore          | Squadra  | Tempo    |
| ---- | ------------------ | -------- | -------- |
| 1    | Rein Taaramäe      | Cofidis  | 4h39'01" |
| SQ   | Juan José Cobo     | Geox-TMC | a 25"    |
| 2    | David de la Fuente | Geox-TMC | a 29"    |

| Pos. | Corridore       | Squadra  | Tempo     |
| ---- | --------------- | -------- | --------- |
| 1    | Bradley Wiggins | Sky      | 55h54'45" |
| 2    | Chris Froome    | Sky      | a 7"      |
| 3    | Bauke Mollema   | Rabobank | a 36"     |

### 15ª tappa
- 4 settembre: Avilés > Alto de l'Angliru – 142,2 km

Risultati
| Pos. | Corridore      | Squadra     | Tempo    |
| ---- | -------------- | ----------- | -------- |
| SQ   | Juan José Cobo | Geox-TMC    | 4h01'56" |
| 1    | Wout Poels     | Vacansoleil | 4h02'44" |
| 2    | Denis Men'šov  | Geox-TMC    | s.t.     |

| Pos. | Corridore       | Squadra  | Tempo     |
| ---- | --------------- | -------- | --------- |
| SQ   | Juan José Cobo  | Geox-TMC | 59h57'16" |
| 1    | Chris Froome    | Sky      | 59h57'36" |
| 2    | Bradley Wiggins | Sky      | a 26"     |

### 16ª tappa
- 6 settembre: Villa romana di La Olmeda > Haro – 188,1 km

Risultati
| Pos. | Corridore           | Squadra      | Tempo    |
| ---- | ------------------- | ------------ | -------- |
| 1    | Juan José Haedo     | Saxo Bank    | 4h41'56" |
| 2    | Alessandro Petacchi | Lampre-ISD   | s.t.     |
| 3    | Daniele Bennati     | Leopard-Trek | s.t.     |

| Pos. | Corridore       | Squadra  | Tempo     |
| ---- | --------------- | -------- | --------- |
| SQ   | Juan José Cobo  | Geox-TMC | 64h39'14" |
| 1    | Chris Froome    | Sky      | 64h39'36" |
| 2    | Bradley Wiggins | Sky      | a 29"     |

### 17ª tappa
- 7 settembre: Faustino V > Peña Cabarga – 211 km

Risultati
| Pos. | Corridore      | Squadra  | Tempo    |
| ---- | -------------- | -------- | -------- |
| 1    | Chris Froome   | Sky      | 4h52'38" |
| SQ   | Juan José Cobo | Geox-TMC | a 1"     |
| 2    | Bauke Mollema  | Rabobank | a 21"    |

| Pos. | Corridore       | Squadra  | Tempo     |
| ---- | --------------- | -------- | --------- |
| SQ   | Juan José Cobo  | Geox-TMC | 69h31'41" |
| 1    | Chris Froome    | Sky      | 69h31'54" |
| 2    | Bradley Wiggins | Sky      | a 1'28"   |

### 18ª tappa
- 8 settembre: Solares > Noja – 174,6 km

Risultati
| Pos. | Corridore          | Squadra      | Tempo    |
| ---- | ------------------ | ------------ | -------- |
| 1    | Francesco Gavazzi  | Lampre-ISD   | 4h24'42" |
| 2    | Kristof Vandewalle | Quickstep    | s.t.     |
| 3    | Alexandre Geniez   | Skil-Shimano | a 10"    |

| Pos. | Corridore       | Squadra  | Tempo     |
| ---- | --------------- | -------- | --------- |
| SQ   | Juan José Cobo  | Geox-TMC | 74h04'05" |
| 1    | Chris Froome    | Sky      | 74h04'18" |
| 2    | Bradley Wiggins | Sky      | a 1'28"   |

### 19ª tappa
- 9 settembre: Noja > Bilbao – 158,5 km

Risultati
| Pos. | Corridore        | Squadra   | Tempo    |
| ---- | ---------------- | --------- | -------- |
| 1    | Igor Antón       | Euskaltel | 3h53'34" |
| 2    | Marzio Bruseghin | Movistar  | a 41"    |
| 3    | Dominik Nerz     | Liquigas  | a 1'30"  |

| Pos. | Corridore       | Squadra  | Tempo     |
| ---- | --------------- | -------- | --------- |
| SQ   | Juan José Cobo  | Geox-TMC | 77h59'12" |
| 1    | Chris Froome    | Sky      | 77h59'37" |
| 2    | Bradley Wiggins | Sky      | a 1'28"   |

### 20ª tappa
- 10 settembre: Bilbao > Vitoria – 185 km

Risultati
| Pos. | Corridore         | Squadra      | Tempo    |
| ---- | ----------------- | ------------ | -------- |
| 1    | Daniele Bennati   | Leopard-Trek | 4h39'20" |
| 2    | Enrico Gasparotto | Astana       | s.t.     |
| 3    | Damiano Caruso    | Liquigas     | s.t.     |

| Pos. | Corridore       | Squadra  | Tempo     |
| ---- | --------------- | -------- | --------- |
| SQ   | Juan José Cobo  | Geox-TMC | 82h38'32" |
| 1    | Chris Froome    | Sky      | 82h38'45" |
| 2    | Bradley Wiggins | Sky      | a 1'26"   |

### 21ª tappa
- 11 settembre: Circuito permanente del Jarama > Madrid – 94,2 km

Risultati
| Pos. | Corridore           | Squadra      | Tempo    |
| ---- | ------------------- | ------------ | -------- |
| 1    | Peter Sagan         | Liquigas     | 2h20'59" |
| 2    | Daniele Bennati     | Leopard-Trek | s.t.     |
| 3    | Alessandro Petacchi | Lampre-ISD   | s.t.     |

| Pos. | Corridore       | Squadra  | Tempo     |
| ---- | --------------- | -------- | --------- |
| SQ   | Juan José Cobo  | Geox-TMC | 84h59'31" |
| 1    | Chris Froome    | Sky      | 84h59'44" |
| 2    | Bradley Wiggins | Sky      | a 1'26"   |

## Evoluzione delle classifiche
| Tappa              | Vincitore                 | Classifica generale Maglia rossa | Classifica a punti Maglia verde | Classifica scalatori Maglia a pois | Classifica combinata Maglia bianca | Classifica a squadre  | Premio combattività |
| ------------------ | ------------------------- | -------------------------------- | ------------------------------- | ---------------------------------- | ---------------------------------- | --------------------- | ------------------- |
| 1ª                 | Team Leopard-Trek         | Jakob Fuglsang                   | non assegnata                   | non assegnata                      | non assegnata                      | Team Leopard-Trek     | Fabian Cancellara   |
| 2ª                 | Chris Sutton              | Daniele Bennati                  | Chris Sutton                    | Paul Martens                       | Jesús Rosendo                      | Team Leopard-Trek     | Adam Hansen         |
| 3ª                 | Pablo Lastras             | Pablo Lastras                    | Pablo Lastras                   | Pablo Lastras                      | Pablo Lastras                      | Movistar Team         | Sylvain Chavanel    |
| 4ª                 | Daniel Moreno             | Sylvain Chavanel                 | Pablo Lastras                   | Daniel Moreno                      | Daniel Moreno                      | Team RadioShack       | Thomas Rohregger    |
| 5ª                 | Joaquim Rodríguez         | Sylvain Chavanel                 | Daniel Moreno                   | Daniel Moreno                      | Daniel Moreno                      | Team RadioShack       | Michael Albasini    |
| 6ª                 | Peter Sagan               | Sylvain Chavanel                 | Joaquim Rodríguez               | Daniel Moreno                      | Daniel Moreno                      | Team RadioShack       | Martin Kohler       |
| 7ª                 | Marcel Kittel             | Sylvain Chavanel                 | Peter Sagan                     | Daniel Moreno                      | Daniel Moreno                      | Team RadioShack       | Luís Ángel Maté     |
| 8ª                 | Joaquim Rodríguez         | Joaquim Rodríguez                | Joaquim Rodríguez               | Daniel Moreno                      | Daniel Moreno                      | Team RadioShack       | Adrián Palomares    |
| 9ª                 | Daniel Martin             | Bauke Mollema                    | Joaquim Rodríguez               | Daniel Martin                      | Bauke Mollema                      | Geox-TMC              | Sebastian Lang      |
| 10ª                | Tony Martin               | Chris Froome                     | Joaquim Rodríguez               | Daniel Martin                      | Bauke Mollema                      | Team Leopard-Trek     | Tony Martin         |
| 11ª                | David Moncoutié           | Bradley Wiggins                  | Joaquim Rodríguez               | Matteo Montaguti                   | Bauke Mollema                      | Team RadioShack       | Adrián Palomares    |
| 12ª                | Peter Sagan               | Bradley Wiggins                  | Joaquim Rodríguez               | Matteo Montaguti                   | Bauke Mollema                      | Team RadioShack       | Adam Hansen         |
| 13ª                | Michael Albasini          | Bradley Wiggins                  | Joaquim Rodríguez               | David Moncoutié                    | Daniel Moreno                      | Team RadioShack       | Amets Txurruka      |
| 14ª                | Rein Taaramäe             | Bradley Wiggins                  | Joaquim Rodríguez               | David Moncoutié                    | Bauke Mollema                      | Rabobank Cycling Team | David de la Fuente  |
| 15ª                | Juan José Cobo Wout Poels | Juan José Cobo Chris Froome      | Joaquim Rodríguez               | David Moncoutié                    | Juan José Cobo Chris Froome        | Geox-TMC              | Simon Geschke       |
| 16ª                | Juan José Haedo           | Juan José Cobo Chris Froome      | Joaquim Rodríguez               | David Moncoutié                    | Juan José Cobo Chris Froome        | Geox-TMC              | Jesús Rosendo       |
| 17ª                | Chris Froome              | Juan José Cobo Chris Froome      | Bauke Mollema                   | David Moncoutié                    | Juan José Cobo Chris Froome        | Geox-TMC              | Johannes Fröhlinger |
| 18ª                | Francesco Gavazzi         | Juan José Cobo Chris Froome      | Joaquim Rodríguez               | David Moncoutié                    | Juan José Cobo Chris Froome        | Geox-TMC              | Sérgio Paulinho     |
| 19ª                | Igor Antón                | Juan José Cobo Chris Froome      | Joaquim Rodríguez               | David Moncoutié                    | Juan José Cobo Chris Froome        | Geox-TMC              | Igor Antón          |
| 20ª                | Daniele Bennati           | Juan José Cobo Chris Froome      | Joaquim Rodríguez               | David Moncoutié                    | Juan José Cobo Chris Froome        | Geox-TMC              | Carlos Barredo      |
| 21ª                | Peter Sagan               | Juan José Cobo Chris Froome      | Bauke Mollema                   | David Moncoutié                    | Juan José Cobo Chris Froome        | Geox-TMC              | non assegnato       |
| Classifiche finali | Classifiche finali        | Juan José Cobo Chris Froome      | Bauke Mollema                   | David Moncoutié                    | Juan José Cobo Chris Froome        | Geox-TMC              | Adrián Palomares    |

## Classifiche finali

### Classifica generale - Maglia rossa
| Pos. | Corridore             | Squadra        | Tempo     |
| ---- | --------------------- | -------------- | --------- |
| SQ   | Juan José Cobo        | Geox-TMC       | 84h59'31" |
| 1    | Chris Froome          | Sky Procycling | 84h59'44" |
| 2    | Bradley Wiggins       | Sky Procycling | a 1'26"   |
| 3    | Bauke Mollema         | Rabobank       | a 1'50"   |
| 4    | Denis Men'šov         | Geox-TMC       | a 3'35"   |
| 5    | Maxime Monfort        | Leopard-Trek   | a 4'00"   |
| 6    | Vincenzo Nibali       | Liquigas       | a 4'18"   |
| 7    | Jurgen Van Den Broeck | Omega Pharma   | a 4'32"   |
| 8    | Daniel Moreno         | Katusha Team   | a 5'07"   |
| 9    | Mikel Nieve           | Euskaltel      | a 5'20"   |
| 10   | Jakob Fuglsang        | Leopard-Trek   | a 5'50"   |

### Classifica a punti - Maglia verde
| Pos. | Corridore         | Squadra        | Punti |
| ---- | ----------------- | -------------- | ----- |
| 1    | Bauke Mollema     | Rabobank       | 122   |
| 2    | Joaquim Rodríguez | Katusha Team   | 115   |
| 3    | Daniele Bennati   | Leopard-Trek   | 101   |
| 4    | Peter Sagan       | Liquigas       | 100   |
| SQ   | Juan José Cobo    | Geox-TMC       | 92    |
| 5    | Chris Froome      | Sky Procycling | 88    |

### Classifica scalatori - Maglia a pois
| Pos. | Corridore          | Squadra      | Punti |
| ---- | ------------------ | ------------ | ----- |
| 1    | David Moncoutié    | Cofidis      | 63    |
| 2    | Matteo Montaguti   | AG2R La Mon. | 56    |
| SQ   | Juan José Cobo     | Geox-TMC     | 42    |
| 3    | Daniel Martin      | Garmin       | 33    |
| 4    | Daniel Moreno      | Katusha Team | 32    |
| 5    | David de la Fuente | Geox-TMC     | 24    |

### Classifica combinata - Maglia bianca
| Pos. | Corridore      | Squadra        | Punti |
| ---- | -------------- | -------------- | ----- |
| SQ   | Juan José Cobo | Geox-TMC       | 9     |
| 1    | Chris Froome   | Sky Procycling | 16    |
| 2    | Bauke Mollema  | Rabobank       | 17    |
| 3    | Daniel Moreno  | Katusha Team   | 21    |
| 4    | Daniel Martin  | Garmin         | 26    |
| 5    | Wout Poels     | Vacansoleil    | 38    |

### Classifica a squadre - Numero giallo
| Pos. | Squadra           | Tempo      |
| ---- | ----------------- | ---------- |
| 1    | Geox-TMC          | 254h32'28" |
| 2    | Team Leopard-Trek | a 10'19"   |
| 3    | Euskaltel-Euskadi | a 16'44"   |
| 4    | Katusha Team      | a 43'18"   |
| 5    | AG2R La Mondiale  | a 43'27"   |